# Az állatok evolúciója
Az állatok evolúciója magába foglalja mind azoknak a közös bélyegeknek a kialakulását, amelyek alapján az állatokat elkülönítjük az összes többi élőlénytől, mind törzsfejlődésüket, mely alatt későbbi fejlődésük és differenciálódásuk, nagyobb csoportjainak kialakulása értendő. Az állatvilág törzsfejlődése már a prekambriumban megindult, de első igazi ismereteink evolúciójukról csak 600-700 millió évvel ezelőttről származnak.

## Az állatok helye az élővilágban
Az eukarióták (valódi sejtmagvúak, Eukaryota) hét nagy kládjának egyike az Opisthokonta; ebbe a kládba tartoznak az állatok mellett egyebek közt a gombák is. Az állatok filogenetikai testvércsoportja a galléros ostorosoké (Choanoflagellata), mellyel együtt alkotják a Choanozoa kládot.
|  | Fungi            |
|  |                  |
|  | Cristidiscoidida |
|  |                  |

|           | Filasterea                                                    |
|           |                                                               |
| Choanozoa | \| \| Choanoflagellata \| \| \| \| \| \| Animalia \| \| \| \| |
|           | \| \| Choanoflagellata \| \| \| \| \| \| Animalia \| \| \| \| |
|           | Choanoflagellata                                              |
|           |                                                               |
|           | Animalia                                                      |
|           |                                                               |

|  | Choanoflagellata |
|  |                  |
|  | Animalia         |
|  |                  |

|           | Filasterea                                                    |
|           |                                                               |
| Choanozoa | \| \| Choanoflagellata \| \| \| \| \| \| Animalia \| \| \| \| |
|           | \| \| Choanoflagellata \| \| \| \| \| \| Animalia \| \| \| \| |
|           | Choanoflagellata                                              |
|           |                                                               |
|           | Animalia                                                      |
|           |                                                               |

|  | Choanoflagellata |
|  |                  |
|  | Animalia         |
|  |                  |

|  | Fungi            |
|  |                  |
|  | Cristidiscoidida |
|  |                  |

|           | Filasterea                                                    |
|           |                                                               |
| Choanozoa | \| \| Choanoflagellata \| \| \| \| \| \| Animalia \| \| \| \| |
|           | \| \| Choanoflagellata \| \| \| \| \| \| Animalia \| \| \| \| |
|           | Choanoflagellata                                              |
|           |                                                               |
|           | Animalia                                                      |
|           |                                                               |

|  | Choanoflagellata |
|  |                  |
|  | Animalia         |
|  |                  |

|           | Filasterea                                                    |
|           |                                                               |
| Choanozoa | \| \| Choanoflagellata \| \| \| \| \| \| Animalia \| \| \| \| |
|           | \| \| Choanoflagellata \| \| \| \| \| \| Animalia \| \| \| \| |
|           | Choanoflagellata                                              |
|           |                                                               |
|           | Animalia                                                      |
|           |                                                               |

|  | Choanoflagellata |
|  |                  |
|  | Animalia         |
|  |                  |

## Az állati többsejtűség eredete
A többsejtű állatok kialakulására számos elmélet született. Ezek jó része ma csak történeti jelentőségű (Papp 1996 pp. 26–28).

### Amőboid hipotézis
Eszerint az első többsejtű állatok tengerfenék-lakó amőboid alakokból létrejött plasmodiumok voltak. E felfogás szerint a szabadon úszó, ostoros vagy csillós „monas” alak másodlagos: a szimmetria nélküli plasmodiumból először bilaterális szimmetriájú, fenéklakó többsejtű lények jöttek létre, amelyek a Turbellariához hasonlíthattak.
A radiális szimmetriájú alakok (például Cnidaria) ilyenekből vezethetők le. Ennek az elméletnek az egyik variánsa, hogy a kiindulási alak egy sejtes szerveződés nélküli, sokmagvú alak volt, az ún. „architologus”, amelyből mind az egysejtűek (reduktív fejlődéssel), mind a soksejtűek (cellularizációval) levezethetők.
Ennek az elméletnek számos súlyos hiánya és ellentmondása van, ezért megcáfoltnak tekinthető. Ilyen ellenérvek: az egysejtűeknél (nemcsak az ún. „állatiaknál”) az ostoros monas-alak az elsődleges, nem az amőboid; ezenkívül nyilvánvalóan elsődleges a sejtes szerveződésű, individuális alak, nem pedig a sokmagvú plasmodium. Nem magyarázza meg ez az elmélet sem azt, hogy hogyan jön létre a soksejtű szerveződés a plasmodiumból, sem pedig azt, hogy hogyan jöhet létre egy bilaterális szimmetriájú test a szimmetria nélküli plasmoidból.

### Cellularizációs hipotézis
A fő különbség az előző elmélettel szemben az, hogy a többsejtűség kiindulási, „modell-állata” itt nem amőboid, illetve belőle levezethető plasmodium, hanem egy fejlett csillós sejt-egyed, amelyből cellularizácóval a mai legegyszerűbb, acoel Turbellaria-hoz hasonló lény jöhetett létre. Eszerint a polienergidás állapot az ősi (analógia: Opalina), s ahogyan a sejt növekedett, a sok „energida” egyre differenciáltabbá vált, majd kialakultak a sejthatárok.
Ennek az elméletnek két fontos támaszának tűnt a Ciliata-k organellumainak és a Turbellaria-k (örvényférgek) belső szerveződésének bizonyos (felületes) hasonlósága, illetőleg az az elterjedt felfogás, hogy az örvényférgek parenchyma-szövete syncytialis jellegű. Ezért úgy vélték: elegendő a test külső „sejtesedése” ahhoz, hogy az örvényférgekhez hasonló lény jöhessen létre.
Ez az elmélet is számos ponton tévesnek bizonyult, mivel helytelen előfeltételezéseken alapult. Először: az Opalina-félék nem állnak kapcsolatban a csillósokkal, hiszen szaporodási-egyedfejlődési ciklusuk teljesen más. Valójában sokmagvú, sokostorú szervezetek, amelyek az ostoros „monas” alak egyik specializációs irányát képviselik. A Ciliata-k magdimorfizmusa az egysejtű egyediség specializációjának „csúcsteljesítménye”, amelyből specializálatlan „ős-soksejtű” nem vezethető le. Organellumaik felépítése és elhelyezkedése is legfeljebb analóg lehet a soksejtűek szerveinek kialakulásával, homológia köztük nincs. Végül: elektronmikroszkópos vizsgálatok megcáfolták azt a sokáig elterjedt nézetet, hogy a Turbellaria parenchyma szövete syncytialis jellegű volna, ehelyett azok sejtes szerkezetét bizonyították be. Ezzel a cellularizációs hipotézis utolsó érve is megdőlt.

### Sejttelep- (cormus-) hipotézis
Egyszerű magyarázat, amely sejtfonalas illetve sejtlemezes algák mintájára vezeti le a soksejtű állatok létrejöttét. Előnye, hogy ténylegesen meglévő szervezetekből indul ki; hátránya, hogy csupán leírja azt, ami megvan (de nem az állatvilágban!), de nem magyarázza meg az állati test szerveződésének és egyedfejlődésének több alapvonását (csíralemezek, blasztula, gasztruláció, szöveti szerveződés).

### Telepes Flagellata-hipotézis
A legelterjedtebb magyarázat, amely telepes Flagellata-k valamely típusát tekinti a többsejtűség kiindulásának. Itt is két további fő lehetőségre lehet gondolni.
Az egyik az, hogy ez az ostoros sejtkolónia lemezszerű, aljzaton mozgó test volt. Ennek két eltérő funkciójú sejtrétege alakulhatott ki, a mai Placozoa-hoz hasonlóan.
Ennek az elgondolásnak a hiánya, hogy nem magyarázza meg a sejtlemez kialakulásának a módját. Ha a sejtlemez elsődleges volna, akkor a zigóta első osztódásainak is már egy síkban kellene történniük. Erre a többsejtű állatok körében nem ismerünk példát.
A másik nehézség abból adódik, hogy az ősi többsejtű csoportokban általános, szabadon úszó lárvaalak eredetére sem ad magyarázatot. Ennek ugyanis a sejtlemez-test elsődlegessége esetén másodlagosan kellett volna kialakulnia, holott az egyedfejlődés menetéből éppen annak ellenkezőjére lehet gondolni.
A másik vélemény szerint az elsődleges kiindulási alak a szabadon úszó pelágikus sejtkolónia. Ennek a modellje az egyik változat szerint egy Volvox-szerű gömbkolónia, amelyben megfigyelhető az ivari és a szomatikus sejtek differenciálódása is. Nincs azonban jele a csíralemezek kialakulásának és a további differenciálódásnak. Nem találunk a Volvox-kolóniáknál semmilyen olyan morfológiai jelleget sem, amely a többsejtű állatok jellegeivel kapcsolatba hozható volna. Ilyen okok miatt már régóta a galléros-ostoros kolónia az, amelyet leginkább a többsejtűség kialakulásának kezdeti stádiumával kapcsolatba hoznak. Ez esetben is további magyarázatra szorul azonban a csíralemezek kialakulása és a szöveti szerveződés, amelyre további elméleteket dolgoztak ki.

#### Haeckel-féle„Gastraea”-hipotézis
Haeckel szerint a morula, a blasztula és a gasztrula-stádiumok egyedfejlődési sorrendje megfelel a filogenetikai sorrendnek. Abból indul ki, hogy a hólyagcsírának megfelelő hipotetikus lény, a blastaca vegetatív pólusa a gasztrocoel betüremkedik, ezáltal emésztőüreg (gasztrocoel) alakul ki, a sejten belüli emésztést sejten kívüli váltja fel. Ez a stádium a gastraea. Elsődlegesnek az invaginációs, betűrődéses gasztrulációt tartja, s az így létrejövő alak radialis szimmetriáját és pelágikus, szabadon úszó életmódját. Haeckel szerint az animális póluson történő rögzüléssel, szesszilizációval jön létre a gastraea-ból a szintén radiális szimmetriájú csalánozó polip-alakja. Ez az elmélet a polip-gastrocoel gastralis tasakjaiból vezeti le a cölóma kialakulását.

#### Mecsnyikov-féleFagocitella-hipotézis
Kiinduló feltételezése az, hogy az invaginációs gasztrulaképződés másodlagos az inmigrációs gasztrulációval szemben. Mint a fagocitózis felfedezője, Mecsnyikov rámutatott arra is, hogy a mozgékony fagocitákkal való emésztés ősibb, mint a gasztrocoelben történő sejten kívüli emésztés. Eszerint tehát először egy fagocita-sejtekkel részleges kitöltött blastula jön létre, az ősszáj megnyílása másodlagosan történik.
Ennek az elméletnek a korszerűsített változatát Ivanov orosz embriológus dolgozta ki, aki szerint a kiindulási alak egy galléros-ostoros kolónia lehetett. Ez a kolónia fagocita módon táplálkozott. A továbbiakban védő-mozgó (kinoblaszt) és emésztő funkciójú (fagocitoblast) két sejtréteg alakult ki. Egy korábbi fagocitella-stádiumból vezeti le a szivacsok kialakulását, amikor a fagocitoblaszt amőboid sejtjei kívülre kerültek, a kinoblaszt-ból pedig az üregrendszer alakult ki. A fagocitoblaszt epithel jellegű „entodermává” alakulásával eredezteti a csalánozókat, a laposférgeket pedig a fagocitoblaszt parenchyma-szövetté való alakulása révén vezeti le.
Ennek a logikus levezetésnek egyetlen komoly gyengéje az ősszáj-ősbélüreg probléma megoldatlansága. Ha ugyanis a fagocitoblaszt-sejtek zárt blasztula-üreg belsejébe vándorolnak, akkor nem látható, hogyan jutnak táplálékhoz és hogyan fejtik ki emésztő funkciójukat.

#### Ray Lankester-féle„Planula”-hipotézis
Az előbbihez hasonlít annyiban, hogy azért blastaea-alakból indul ki, amelyben a két-sejtrétegűség harántosztódásos blasztula-determinációval jön létre. Ezért a legfőbb nehézség itt is az ősszáj kialakulásának magyarázata.

#### Bütchli-féle„Placula”-hipotézis
Az előbbiektől eltérően lapított alakú sejtkolóniát tételez fel, amelynek modellje az elmélet megalkotását közvetlenül megelőzően felfedezett „Trichoplax” volt (Placozoa). Ennek ventrális epithelje extracelluláris emésztésre képes, tehát megfelelhet annak a sejtrétegnek, amelyből az endoderma levezethető. Ezek az eredmények később, egy „javított”, újabb elméletben is felhasználásra kerültek.

#### Jägersten-féle„Bilaterogastraea”-hipotézis
Az elmélet kiindulópontja annyiban hasonló az előzőhöz, hogy feltételezi azt, hogy két eltérő funkciójú sejtrétegre való differenciálódás megelőzte a gasztrula-szerű térstruktúra kialakulását, és hogy ez nem sugaras szimmetriájú pelágikus, hanem fenéklakó, bilaterális szimmetriájú lényeknél következett be. Ez az elmélet is eredetileg úszó, hólyagcsíra-szerű hipotetikus lényből indul ki, de úgy véli, hogy a kettős sejtrétegűség szimmetria és életmódváltással fenéklakó módra való áttéréssel következett be, amikor is a „bilateroblastaea”-ból létrejött az „bilaterogastraea”- alak.

#### Aplanuloid-hipotézis
Kombinálja a Haeckel-féle gastraea és a Mecsnyikov-féle fagocitella hipotézist. Az egyrétegű, radiálszimmetrikus blastaea-ból indul ki. A sejten belüli, fagocita-típusú emésztést tartja elsődlegesnek. A pelágikus planuloid alakká való átalakulás (ez a szivacsok és a csalánozók  lárvális alakjának felel meg) immigrációval történik.
Ezáltal a blasztocöl először teljesen kitöltődik (sterrogastrula ill. planuloid stádium). Megmarad az elsődleges sejten belüli emésztés, mivel e stádiumban még nincs gastrocoel és gastroporus.
A másodlagosan szesszilissé váló szivacsok, és elsődlegesen radiális szimmetriájú csalánozók (ahol a pelágikus medúza-alak az elsődlegesen ivaros alak) és az elsődlegesen acoel laposférgek is ebből a planuloid (a jelenlegi lárvalakokkal jól egyező) alakból vezethetők le.
A jelentősebb új kutatók zöme (Beklemisev, Hyman, Ivanov, Reissinger stb.) – kisebb-nagyobb változtatásokkal – e hipotézist fogadja el.
A legjelentősebb módosítás az ún. Porifera-planuloid-hipotézis:

#### Porifera-planuloid-hipotézis
Ez a hipotézis a galléros-ostoros kolóniából vezeti le az ivaros planuloid alakot, amelynek szesszilizációból a szivacsok; inmigrációs gasztrulájának (bélcsírájának) terminális ősszáj-képződésével pedig a valódi szövetes állatok jöttek létre.
Ez jelenleg a legtökéletesebb magyarázat a soksejtű állatok létrejöttére.

## A kezdetek (proterozoikum)

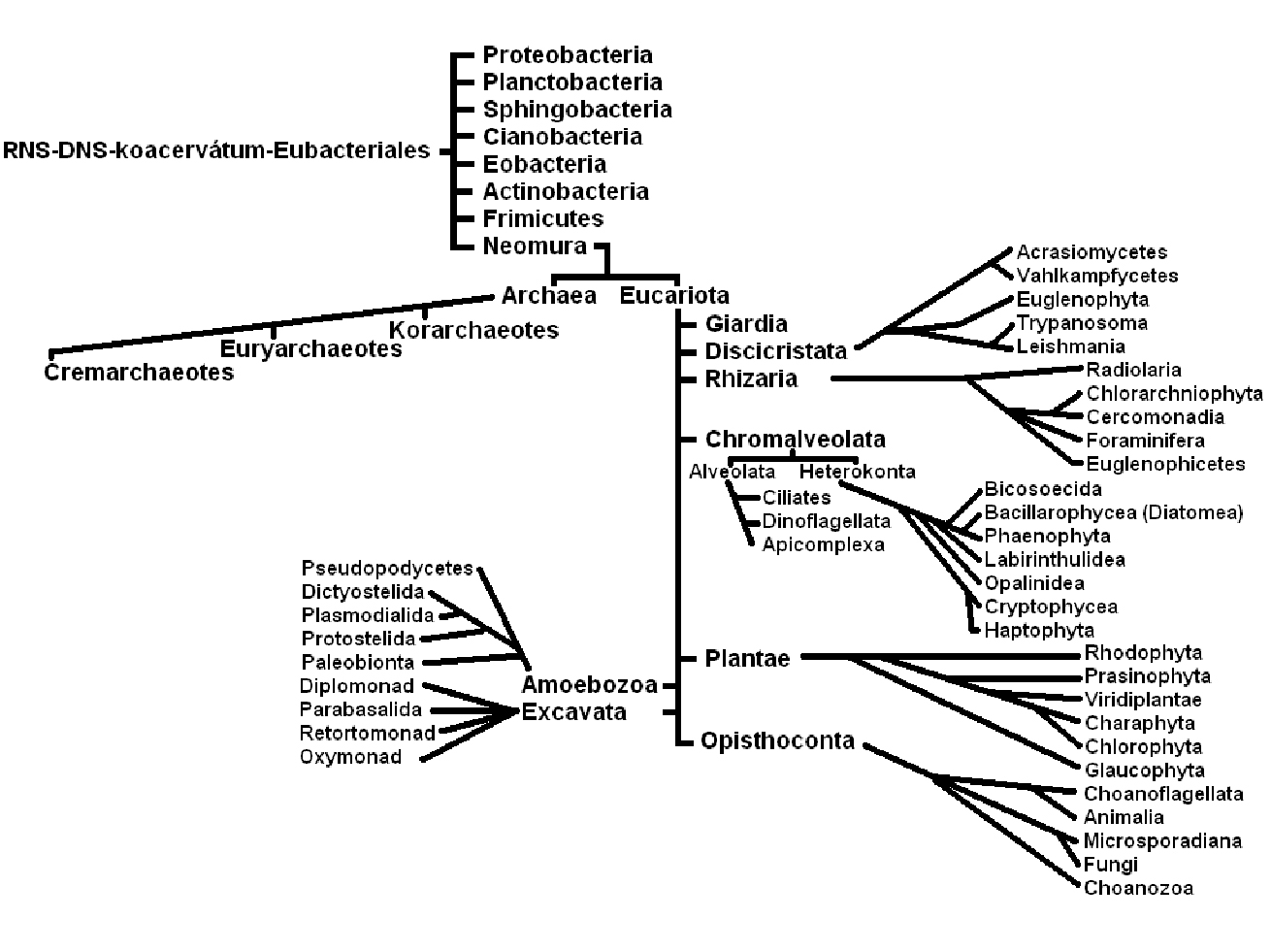
A prekambriumi fejlődés menete DNS-rokonsági fok alapján

A proterozoikum megnevezés – ma már tudjuk – nem megfelelő. Jelentése: állatok előtti, miközben egészen bizonyosra vehetjük, hogy a heterotróf szervezetek nem sokkal az autotrófok után megjelentek. Minden földi élet közös eredetre vezethető vissza, az élet kialakulásához vezető eseménysor valószínűleg több mint négymilliárd éve kezdődött. A Föld akkoriban csupán néhány százmillió éves volt, felszínét nagyrészt tenger borította. Rendkívül barátságtalan hely lehetett igen erős ibolyántúli sugárzással, heves elektromos viharokkal, állandó vulkánkitörésekkel és olyan légkörrel, amelyből szinte teljesen hiányzott az oxigén, viszont annál több volt benne a metán, a hidrogén és az ammónia.
Az óceán – mely akár a teljes földfelszínt is beboríthatta – már a prekambriumban életnek adott otthont. Az élet kialakulásának pontos menete ismeretlen – s ma már nem is modellezhető igazán, hiszen a korabeli Föld viszonyainak csak kevés elemét ismerhetjük.
Az élet kezdetére vonatkozó elfogadott tudományos elmélet szerint az ősi Földön megtalálható szervetlen anyagokból spontán módon keletkezett, egyszerű szerves molekulákkal kezdődött minden. Arra, hogy mindez miként mehetett végbe, elsőként Stanley Miller és Harold Urey szolgált jó működő elmélettel az 1950-es évek elején a chicagói egyetemen végzett híres kísérleteikkel. Laboratóriumukban a négymilliárd évvel ezelőtti Föld viszonyait szimuláló körülmények között sikerült olyan szerves építőköveket létrehozniuk, amelyek mindegyik élőlényben megtalálhatók. Valószínű, hogy az első sejtek ilyenfajta molekulák egyesülésével alakultak ki. Leginkább a mai anaerob baktériumokhoz hasonlíthattak; bizonyos grönlandi kőzetekben felfedezett legelső nyomaik azt jelzik, hogy több mint 3,5 milliárd éve alakultak ki. A Föld legrégebbi ismert kőzetei 3,8 milliárd évesek (Spitzbergák, Grönland).
Annyi bizonyos, hogy az ősóceánban ott kavargott az élet valamennyi fontos építőeleme, az egyszerű vízmolekulától a bonyolult aminosavakig. Az első ismert, valódi élő szervezetek mintegy 3200 millió évesek (3,2 milliárd) – tehát maga az élet ennél biztosan régebbi, hiszen nem várható el, hogy éppen a legkorábbi életjelenséget találjuk meg –, néhány (1-5) százmillió évvel az első kratonok, a földkéreg lehűlése utáni. Ebből az is következik, hogy a Föld adott körülményei között nagyon hamar jelent meg az élet. Valamennyi ma és valaha élt szervezet egyetlen makroevolúciós lépés eredménye. Ennek bizonyítéka, hogy a baktériumoktól az emberig minden élőlény génjei ugyanabból a DNS-ből állnak, melyek viszont kizárólag 2 bázispár variációi. A DNS egyszer alakult ki, s az élet minden formája ide vezethető vissza.

### Az első élőlények

A radiációt jelképező ábrázolási forma Hillis-diagramon A kör peremén lévő „szőrök” feliratok, 3000 megnevezés. Az eredeti kép a forráshivatkozásban jelölt oldalon tekinthető meg korlátlan nagyításban

Az élet fogalmának meghatározása is nehéz feladat. Egyetlen olyan definitórikus meghatározás van, amely minden szempontból kielégítő és elég általános ahhoz, hogy ne zárjon ki semmilyen lehetséges életformát: az élet az egyetlen olyan folyamat a Világegyetemben, amelynek során az Univerzum entrópiája folyamatosan és konzekvens módon, külső behatások nélkül is csökken.
Az első bonyolultabb élőlények minden bizonnyal egy-egy „fehérjecseppecske” formájában (koacervátum) léteztek, melyben elszórva néhány DNS-szál helyezkedett el. (Eltekinthetünk az első RNS-replikátoroktól, amelyek bár másolódnak, sőt evolúcióra is képesek, gyakorlatilag csak molekuláris szinten értelmezhetők a DNS és a fehérjeburok megjelenéséig.) A fehérjeburok a DNS körül már egyfajta védekező mechanizmusnak tűnik, talán abból az időből származik, amikor az őstengerben megritkultak a szabadon felhasználható kémiai alkotóelemek, és a fehérjeburok megakadályozta, hogy a DNS-molekula szimpla „táplálékul” szolgáljon egy másik DNS-molekula replikációjához. Ugyanakkor mivel a DNS önmagában nem más, mint egy fehérjerecept, a fehérjeburok megjelenése szükségszerűnek tűnik. A koacervátum ma is élő sejtmag nélküli élőlényektől mindössze annyiban különbözött, hogy nem volt sejtfala sem, amely a fehérjecseppet fizikailag elválasztotta volna a külvilágtól. A fejlődés egyik következő szakasza a sejtfal megjelenése lett. A sejtfal igen fontos mérföldkő. A koacervátumok bár tudtak szaporodni és anyagcserét folytatni, meglehetősen sérülékenyek lehettek. A fehérjecsomót át- és összefogó fal – amely azonban kétrétegű lipid-membrán lévén képes az anyagcsere lebonyolítására – viszonylag hamar létrejött. Azonban még ezelőtt más fontos tulajdonságoknak is meg kellett jelenniük, ami közvetve jelzi, micsoda formagazdagság jellemezhette a korai sejtfal nélküli élőlényeket.
Ez pedig a sejtszervecskék megjelenése. A mitokondrium, a színtestek, a Golgi-készülék és egyéb kiegészítő szervek olyannyira megkönnyítették az energiatárolást és egyáltalán az életfunkciókat, hogy a szervezettebb sejtek a mai napig sem tudják őket nélkülözni, újabbak pedig azóta sem jelentek meg. A színtestekkel nem rendelkezők például kénytelenek szerves anyagokkal táplálkozni, mert a szervetlent képtelenek feldolgozni (ezeket hívjuk állati szervezeteknek). A színtestek hiánya olyan mértékű táplálkozási problémákat okozott, amelyeknek nagy szelekciós nyomása az állati szervezetek gyors és szerteágazó fejlődéséhez vezetett. A növényi szervezeteknek például nincs szükségük aktív helyváltoztató képességre, az állati szervezeteknél viszont a táplálék felkeresése jelentős evolúciós változásokat eredményezett a soksejtűek között. Azok a növényi szervezetek, amelyek például vörös színtesteket használnak a napfény elfogására, a megmaradt zöld színtesteiket az energia előállítására használják, vagyis azok sem tűntek el, csak funkciót váltottak. Az egysejtűek az energiatermelés és az általános felépítés terén sokkal nagyobb variációs skálával rendelkeznek, mint a növényi és állati szervezetek. Még az egysejtű-többsejtű kategóriák is csak mankók lehetnek a tájékozódásban, hiszen még az olyan  – egyértelműnek látszó – dolgok sem egyértelműek, mint hogy „az egysejtű állatokat éles határ különíti el a többsejtűektől”. Ezt az élesnek látott határt ugyanis meglehetősen elkenik a plazmódiumok, melyek egysejtű amőbaként élik le az életüket, de szaporodási ciklusukban összetömörülnek, szabályos, termőtestes, spórázó „gombát” hoznak létre.
A sejtszervecskék elterjedését ma úgy képzelik el, hogy ezek eredetileg önálló élőlények voltak, melyek afféle szimbiózisba léptek a DNS-koacervátummal. Az organellumoknak (a sejtszervecskék gyűjtőneve) saját DNS-ük van – amely minden élőlényben meglehetősen egységes és ősi típusú –, és külön kettős hártya veszi körül őket a sejtben. Az organellumok a váltivarú élőlényeknél csak anyaági úton terjednek tovább, mivel a hímivarsejtek sosem tartalmaznak ilyent, és az embrió a teljes organellum-készletét az anyjától örökli. Az organellumok önállóan, a sejtmagtól függetlenül osztódnak. Eredetileg talán táplálékul szolgáltak a csak a szervesanyag hasznosítására képes DNS-koacervátum számára, talán csak egyszerű összetapadásról volt szó. A koacervátum sejtfalának hiánya mindenesetre elősegíthette a folyamatot. (Hasonló lehetett az eset, mint amikor megjelentek az első telepes egysejtűek, majd az álszövetesek, és a valódi szövetekkel rendelkezők. A telepes egysejtűek számára még csak a nagy tömeg jelentett némi előnyt. Ezt fejlesztették tovább akkor, mikor egyes egyedek feladták önállóságukat, és munkamegosztást alakítottak ki. A munkamegosztásból pedig szövetszerveződés lett, és az egysejtű lényből valódi többsejtű lett. Máshonnan közelítve a kérdést, a zuzmók olyan magas szintű szimbiózist fejlesztettek ki, hogy nehéz a két különálló élőlényt egymástól egyáltalán a felismerés szintjén elválasztani. Ezek sokkal összetettebb szervezetek a DNS-koacervátumnál, és azt mutatja, hogy a szimbiotikus evolúció a két teljesen önálló és független úton kialakult szervezetet gyakorlatilag eggyé tudja tenni.)
A sejtmag nélküliek Archaeobacteriales törzse képviseli azt a legősibb csoportot, melyet ma még tanulmányozni lehet. Jellemző rájuk, hogy energiájukat  anaerob folyamatokkal nyerik (azaz nincs szükségük oxigénre). A Methanobacteria osztályuk például metánlégző. A Thermoacidofilia osztály nyolc nemzetsége tíz fajt foglal magában, melyek szinte kizárólag hőforrások közelében élnek, és az ott fellelhető, dús ásványanyag-tartalom képzi táplálékukat (pl. a kén!). Az osztály nevének jelentése is az, hogy „meleg savakat kedvelők”.
Egyes tulajdonságok több alkalommal is megjelenhettek az evolúció folyamán, de mindig más és más formában. Így például a Halobacteriales néhány faja ugyan a többi növényhez hasonlóan szintén közvetlenül a napfényből nyeri az energiát, de nem zöld színtestek révén, hanem egy különleges fehérje segítségével, mely a napfény hatására magasabb energiaállapotba kerül. E tény talán azt mutatja, hogy a napfény hasznosítására egyes élőhelyeken egyes populációkban különösen erős evolúciós nyomás vezetett, hiszen a vörös- és zöld színtestek mellett egy teljesen más jellegű megoldás is megszületett. Mindenesetre a szóban forgó fehérje vagy sokkal későbbi fejlemény, vagy sokkal kevésbé hatékony energia-átalakító, mint a színtestek, hiszen az utóbbiak jóval elterjedtebbek.

### Ivaros szaporodás

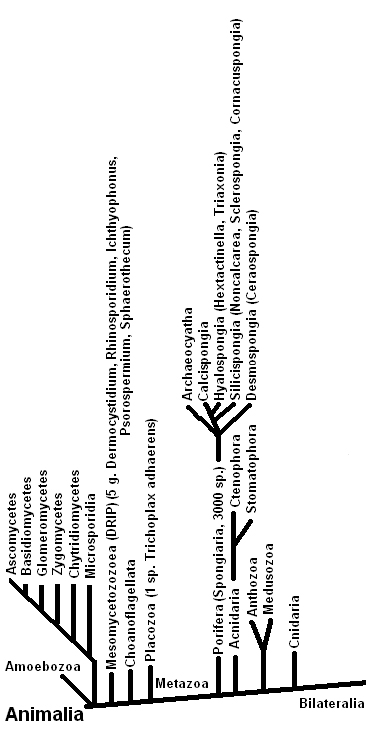
Az állatvilág rokonsági körei

A sejtek szaporodásának első formája az ivartalan szaporodás volt: a sejtek egyszerűen két udódsejtté osztódtak, amint azt az egysejtű élőlényeknél még ma is megfigyelhetjük. Számtalan többsejtű élőlény (például a szivacsok és egyes férgek) képes a bimbózással való ivartalan szaporodásra, illetve arra, hogy testi sejtekből vagy szövetekből regenerálódjon. Egyes többsejtűek a szűznemzést gyakorolják, amelynek során az utódok megtermékenyítetlen petékből jönnek világra. Az ivartalan szaporodás révén az egyedszám gyorsan növekedhet, ám az egyedek genetikailag szinte teljesen azonosak.
Az élet fejlődése kezdetben igen lassú volt. Az osztódással szaporodó procarioták (sejtmag nélküliek) és eucarioták (sejtmagvasok) előtt kevés lehetőség volt evolúciós lépések megtételére. Ám mintegy 1,5 milliárd évvel ezelőtt az eucariotáknál megjelent az ivaros szaporodás. Ennek lényege tulajdonképpen csak annyi, hogy az osztódáskor keletkező haploid kromoszómakészlet nem építi magát vissza diploiddá, hanem egy másik haploidot fog be, s annak kromoszómáival egészíti ki a maga fél-készletét. A sima osztódáskor az anyasejt dupla méretűvé hízik, megkettőzi kromoszómáit, majd a két teljes kromoszómakészlettel rendelkező két fél lefűződik. Az ivaros szaporodáskor az anyasejt nem egészíti ki a fél kromoszómakészletet, hanem azt egy másik sejtből származó fél készlet teljesíti ki.
Ennek jelentőségét nem lehet eléggé hangsúlyozni. A kétneműség valószínűleg véletlen makroevolúciós lépéssel jött létre: osztódási, másolási hiba léphetett fel, amelynek ad hoc javítási módszere egy hasonlóan sérült másik fél felhasználása volt. A kóros szaporodási mód végül jobbnak bizonyult az eredeti egészségesnél, mivel nagyobb lehetőség adódott az alkalmazkodásra. Az ivaros szaporodással nem egyszerűen a két „szülő” másolata, vagy összegzése jön létre, hanem egy mindkettőjüktől eltérő egyed. A kétneműség kialakulásától számítva alig több, mint félmilliárd év alatt az evolúció eljutott az űrbelűek kialakulásáig. Az űrbelűek már valódi szövetekkel rendelkeznek, és aktív helyváltoztatásra képesek – a többsejtűek között elsőként. Ekkorra a tengerekben vörös- és zöldmoszatok számtalan faja úszkált, melyeknek oxigén-kibocsátása – valamint az óceánok széndioxid-elnyelő képessége – már egymilliárd évvel ezelőtt kialakította a mai légkörnek megfelelő mintegy 0,03-0,04%-os CO2-tartalmat, valamint a mai oxigénmennyiség kb. 1%-át. Az ivaros szaporodás mindenesetre nem rögzült kizárólagos módon, még egészen magas szervezettségű szinteken is létezik ivartalan. Az ivaros szaporodás jelentőségét az a tény mutatja, hogy kétmilliárd évnél is hosszabb idő kellett ennek megjelenéséhez, és az azóta eltelt másfél milliárd év evolúciós szempontból sokkal jelentősebb, mint a megelőző. Csak az ivaros szaporodásra (is) képes csoportok alkotnak egyáltalán teleptestű élőlényeket, a bonyolultabb testfelépítésekről már nem is beszélve.
Az ivaros szaporodású lények esetében bizonyos mértékű pazarlás lépett fel az információhordozók terén, hiszen a haploid ivarsejt önmagában is elegendő a szülősejt reprodukálásához, amit néhány szűznemzéssel is szaporodni képes, egyébként váltivarú  faj is bizonyít. A másik készlet mintegy feleslegesnek tűnik. Egy lény helyett kettő szükségeltetik az utódhoz, ami rengeteg bonyodalmat okoz. Mindezt csak a változatosság és változékonyság képessége kárpótolja. Úgy tűnik, a váltivarúság afféle evolúciós mellékutcának indult, de főiránnyá vált. Az utód ugyanis az örökléstani törvényszerűségek által meghatározott módon viselheti mindkét szülő tulajdonságait, és mégsem azonos azok összegével. A fajon – sőt populáción – belüli változatosság, azaz az egyedek egymástól való különbözősége nagymértékben növeli az alkalmazkodóképességet.

### AzEdiakara-bióta
Az Ediakara-bióta a nagy prekambriumi üledékhézagot követően jelent meg. Ez az üledékhézag nagyjából kétmilliárd éves periódusa a Föld történetének. A prekambriumi leletek kapcsán gyakran emlegetik a makroevolúciót vagy evolúciós robbanást, mivel hirtelen nagyon változatos leletanyag jelenik meg, de a kérdés értékeléséhez hozzátartozik, hogy a megelőző kétmilliárd év gyakorlatilag ismeretlen.
A kövületek tanúsága szerint az első többsejtű állatok már jóval korábban megjelentek, a legősibb fosszíliaegyüttes egy lágytestű állatokból álló tengeri társulás, az úgynevezett Ediakara-bióta maradványai alig 600 millió évesek, azaz a prekambrium végéről származnak. Az Ediakara-bióta első feltárt maradványai a dél-ausztráliai Flinders-hegységhez tartozó Ediacara-dombság 565 millió éves kőzeteiből kerültek elő még az 1940-es években. Az Antarktisz kivételével azóta mindegyik földrészen találtak hasonló fosszíliákat. Az Ediakara-bióta közel 600 megismert faja között gyakran fordultak elő egyetlen más időszak állataira sem hasonlító létformák, mások leginkább férgekre, medúzákra vagy ízeltlábúakra, valamint a csalánozók közé tartozó tollkorallokra hasonlítottak. Ma sem egyértelmű, hogy miként rokoníthatók az Ediakara-bióta fajai a Földön utóbb megjelent állatokkal. Egyesek szerint előfutárai voltak bizonyos, később kialakult állatcsoportoknak, mások az evolúciós zsákutcát látják bennük.
A bióta csak néhány fosszilis fajt tartalmaz, de igen fontosakat. Az innen is leírt fajokból mintegy 25 az akkori világtengerek mindegyikében élt, azaz kozmopolita volt. Ekkor már léteztek a szivacsok (Porifera vagy Spongiaria), a csalánozók (Cnidaria), a pörgekarúak (Brachiopoda), valamint a gyűrűsférgek (Annelida), sőt már megtalálható az ízeltlábúak őseinek csoportja (Protarthropoda).
Az Ediakara-típusú faunák látszólag az alsó-kambriumra eltűntek, helyüket a mai formák őseinek és rokonainak adták át.

## Földtörténeti ókor (Paleozoikum)

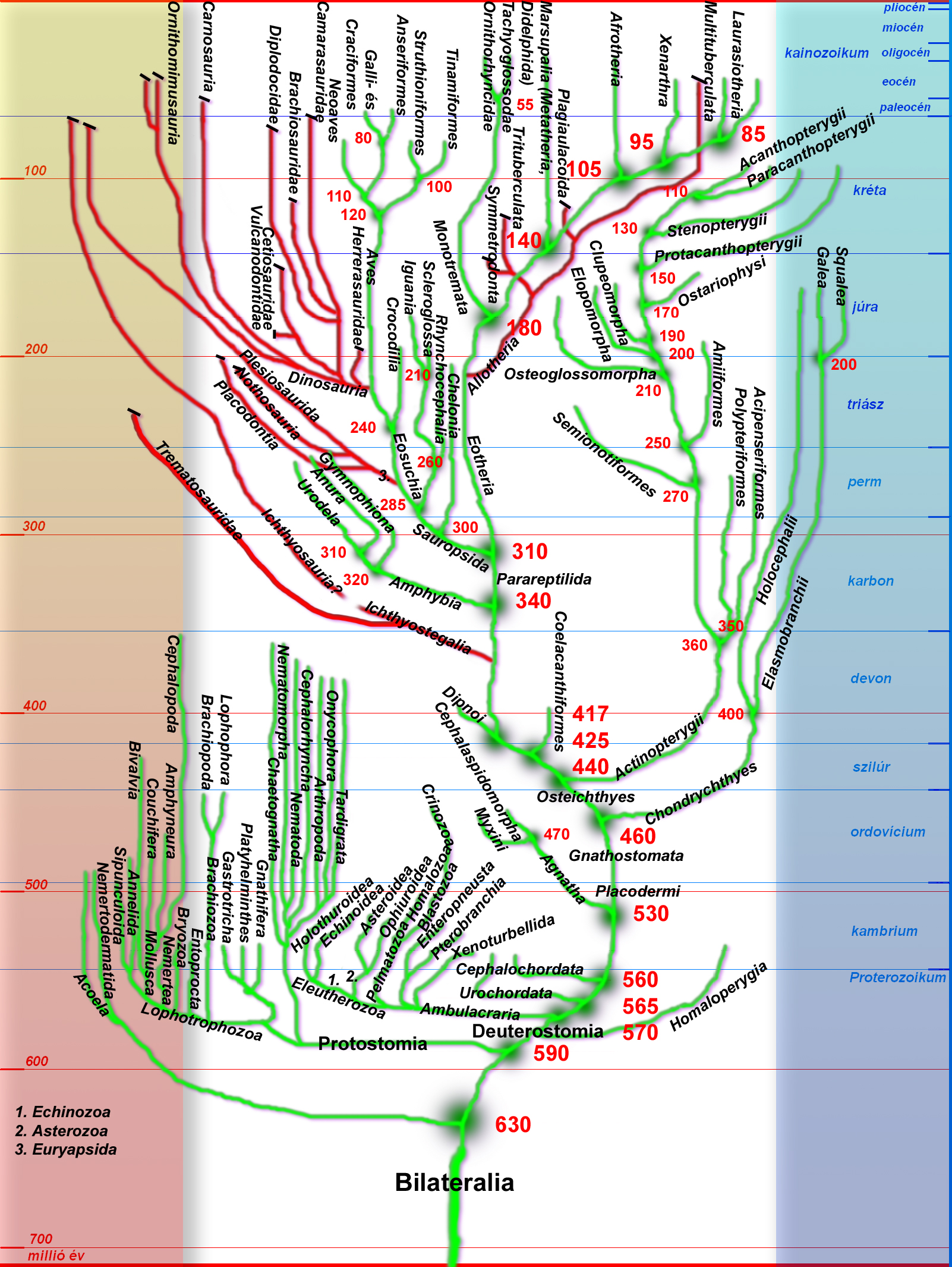
A Bilateralia (kétoldali részarányos állatok) törzsfája DNS-adatok alapján

### Kambrium
Ezt az időszakot az élet (pontosabban a tengeri élet) robbanásszerű kibontakozásának koraként tartják számon: a kambriumi kőzetekben igen sokféle faj maradványai jelennek meg, bár ennek oka inkább a prekambriumi nagy üledékhézag (kétmilliárd év). Különösen fontos a kemény héj és a külső váz evolúciós megjelenése, amelyben fontos tényező lehetett a ragadozó fajok elterjedése. Ebben az időszakban igen gyakoriak voltak a meglepően fejlett szemmel rendelkező korai ízeltlábúak, a háromkaréjú ősrákok (Trilobiták), valamint a szivacsok (Porifera vagy Spongiaria). A kambriumi fauna jellegzetes képviselői voltak az iszapban élő, nagyméretű, féregszerű ragadozók, az echiurák és a széles körben elterjedt tüskésbőrűek. A kambriumi fosszíliák között már lábasfejűek és csigák maradványai is felbukkantak, de ez a két csoport csak később érte el igazi evolúciós sikereit. Ugyanebben az időszakban jelentek meg a gerincesek távoli ősei, az első gerinchúrosok. A kabrium elején már valamennyi ma ismert törzs képviselői kialakultak.
A protozoák (állati egysejtűek) között a gyökérlábúak (Rhizopoda) törzse a legjelentősebb. A kambriumtól napjainkig jelen vannak. A kambrium ugyan az ízeltlábúak virágkora, de éppígy első nagy fellendülésüket élték a héjas egysejtűek közül a likacsoshéjúak (Foraminifera), s ezen belül is az Imperforata és Fusulinea rendek, valamint a sugárállatkák (Radiolaria) a Spumellaria és Nasellaria rendekkel. A sugárállatkák kizárólag planktonikus életmódúak, aktív mozgásra képtelenek, míg a likacsoshéjúak között akadnak bentonikus fajok is, melyek a pseudopodium (álláb) segítségével közlekednek az aljzaton. Mindkét osztály előfordulhat kőzetalkotó mennyiségben is, a radiolariák esetében ennek külön neve van: radiolarit, míg a hagyományos, bányászott írókréta pedig túlnyomórészt foraminiferák vázaiból áll.
A gyökérlábúak a földtan szempontjából rendkívül fontosak, mert sok nemzetségük jó korjelző, ugyanakkor egysejtűekhez képest viszonylag nagyok, és kamrás házaik jól felismerhetőek. Vannak persze perzisztens alakok is, például az egyik legkezdetlegesebb, egykamrás házú Saccamina nemzetség a szilúrtól a mai napig létezik.
A gerincesek törzse valószínűleg a tüskésbőrűekkel közös eredetű. Minden gerinces erősen tagolt testfelépítésű, afféle szelvényezettséget mutat. Fej, törzs, végtagok (úszók) és farok az általános testszelvények, melyek közül a végtagok és/vagy a farok hiányozhat ugyan, de mindig redukció miatt. A gerincoszlop (vertebron) talán közvetlenül a gerinchúrból alakult ki, amely a gerinchúrosoknál (Chordata) tulajdonképpen a központi idegcsatornát körülvevő porcos tok. A hátoldali idegrendszer megjelenése után nem sokkal tehát már tokba is burkolódzott, ami lehet akár a rossz elhelyezkedés jele is. Az új helyzetben az idegtörzs meglehetősen védtelen maradt, a hasi és háti oldalak felcserélődése negatív következményeinek kiküszöbölése okán jelentkezett a gerinchúr. A gerinchúr több változata is kialakult (előgerinchúr, fejgerinchúr, stb.).
A gerinchúr a legtöbb Chordata-fajnál felnőtt korra felszívódik, csak a fiatal egyedekre jellemző, amíg nagyobb fokú védelemre szorul. Vagyis az egész élet során megmaradó gerinchúr úgynevezett neoténiás vonás. A neoténia fontos jellegzetessége az evolúciónak: egyes fiatalkorra jellemző tulajdonságok fennmaradását jelenti a felnőtt korban, így az új struktúrák megjelenésének és rögzülésének alapvető eleme. A gerinchúr elcsontosodása megkívánta a csigolyák megjelenését, hiszen a törzsnek mozgékonynak kellett maradnia. A gerincesek két alapvető csoportja a halszerűek (Pisces) és a négyvégtagúak (Tetrapoda), mely felosztás lényegében nem más, mint a vízi és szárazföldi formák elkülönítése. (Ez a kategorizálás nem felel meg a mai elfogadott rendszertani egységeknek.)

### A paleozoikum további része
A kambriumi fosszíliák között két olyan lény maradványai is felbukkantak, amelyek már hasonlíthattak a gerincesek őseire, sőt talán közéjük is sorolhatók. Az egyik a mai lándzsahalakra emlékeztető, szűrögető életet élt, kis testű Pikaia (a Burgess-palából), a másik a Dél-Kínában felfedezett Cathaymyrus; ezek ketten a legősibb ismert gerinchúrosok. Nem sokkal a kambrium vége után, 480 millió évvel ezelőtt valószínűleg efféle lényekből alakulhattak ki az első gerincesek, a többnyire fenéklakó, vastag, páncélszerű lemezekkel védett állkapocsnélküli halak. Az első porcoshalak, a cápák az ordovicium végén bukkantak fel. A csontoshalak nem sokkal később, a szilur vége felé, vagyis kevéssel több mint 400 millió éve jelentek meg.
Érdekes és némileg rejtélyes a jobb híján ősszivacsoknak nevezett Archaeocyatha csoport, amelybe például a Receptaculites nemzetség tartozik. A Receptaculites az ordovíciumban jelent meg, nem sokkal az összes többi Archaeocyatha kipusztulása előtt. Ezért feltehető, hogy az archaeocyathák egyik alkalmazkodóképes, túlélő típusáról van szó. Jelentős mértékben különbözik a többi ismert Archaeocyathától, ezért néha önálló – egy nemzetséget tartalmazó – törzsbe sorolják. Üregekkel tagolt, bonyolult fallal rendelkezett, amely a valódi szivacsokra sosem volt jellemző. A Receptaculites talán fejlettebb a többi szivacsnál, vagy semmi köze sincs a szivacsokhoz.
A szilur végén, nem sokkal az edényes növények után, 420 millió évvel ezelőtt az állatok kijöttek a tengerből, és megkezdték a szárazföldek meghódítását. Az első úttörők bizonyos ízeltlábúak voltak: kemény, eredetileg a ragadozók ellen kialakult páncéljuk a vízvesztés ellen is hatásosnak bizonyult. Az ízeltlábúak idővel bolygónk egyik legsikeresebb állatcsoportjává lettek: legkorábbi szárazföldi formáik a pókszabásúak és a százlábúak voltak.
A megismertség fokára jellemző, hogy az utóbbi idők egyik legfontosabb palaeontológiai feltárása a franciaországi Montceau-les-Mines közelében összesen mintegy 16 osztály 30 nemzetségét tartalmazza (a leletek kb. egynegyedének feldolgozása után). E harminc nemzetség azonban mégis önmagában elégséges a karbon végének és a perm elejének egészen pontos megismeréséhez. Például az észak-amerikai Mazon Creek környékén leírt Sottyxerxes piekoae fajjal azonos nemzetségbe sorolható Sottyxerxes multiplex egyebek közt zoológiai bizonyítékát nyújtja a kontinensvándorlásnak. A karmocskások (Euthycarcionida) leletei már önmagukban is jelentősek, mert ma ezek az ízeltlábúak és férgek közti átmeneti jellegeket hordozó állatok igen ritkák, és míg a maiak kizárólag víziek, a fosszilisok közt szép számmal akadnak szárazföldi alakok is – mint például a két fent említett.
A devon időszakot a halak koraként is emlegetik. A legősibb típusú gerincesek az állkapocs-nélküliek (Agnatha), mely csoport valaha óriási jelentőséggel bírt, és ma is él mintegy tíz faja. Kezdetlegesnek tűnő szájszervük lényegében csak szívónyílás, testük halszerű, és minden csoportjukban egész életükben megmarad a porcos gerinchúr, aminek alapján lehet elválasztani a szorosan vett Chordatáktól. Törzsfejlődésükre általában a külső váz elcsökevényesedése jellemző, hiszen az első ismert alakjaik még csontos bőrpáncéllal rendelkeztek, sok esetben belső váz nem is volt, a felnőtt egyedeknél szinte soha. Az ordovíciumtól ismertek, virágkoruk a szilúr-alsó devon. Az állkapocs-nélküliek általában rossz úszók, belső vázuk nem alkalmas magasabbrendűen szervezett izomzat megtapadására. A valódi állkapocs-nélkülieknél jelent meg először a testpáncél, először hasi- és háti-lemez formájában. Átmeneti alakok egész során keresztül a külső váz egyre differenciáltabb lett, a fejet több darabra oszló lemezdarabok szegélyezték.
Törzsfejlődésileg a páncélos halaknál jelent meg először az állkapocs a hasoldali szájnyíláson, a páros úszók és a teljes, de még porcos belső váz. A gerinchúron már csigolyakezdemények is találhatók, melyet a részleges elcsontosodás követett. A páncélos halak csontos burka a látszat ellenére nem a védekezést szolgálta – legalábbis elsődlegesen nem. A belső felületen magasan szervezett izomzat tapadt, így hatékonyabb helyváltoztatást tett lehetővé. A koponya megjelenése is ehhez a csontos, teljes testet borító tokhoz köthető, mivel a feji idegdúc (agy) ekkor kapott először csontos védelmet. A külső váz nagy része később eltűnt, de a fejnél fennmaradt a gerincesek összes többi képviselőjénél is. A nagy jelentőségűnek tartott állkapocs megjelenése nem egyéb, mint a fej alsó páncél-lemezének apró módosulása, melynek hatására az mozgathatóvá vált. A szájat ugyanis egész egyszerűen ki kellett nyitni, ezt pedig a zárt és rögzített feji páncél nem tette lehetővé. A Dunkleosteus kora rettegett ragadozója volt, száját nagyjából két méteresre tudta tátani. Vázán jól látható a kezdetleges állkapocs kialakulásának egy korai állomása. Fogai nincsenek, csak a lemez éles pereme képez ollószerű harapóeszközt. Felismerhetők a csontos koponya legfontosabb alkotóelemei, sőt a későbbi kopoltyúív csontos kezdeménye is. A porcoshalak (például a kecsege, viza, tok, cápák, ráják) közvetlenül a páncélos halak leszármazottai, de a porcos halak evolúciós mellékágat képeznek. Nem a porcos halak, hanem közvetlenül a páncélos halak leszármazottai a csontos halak.

#### Szárazföldi gerincesek
Az első ismert szárazföldi gerinces az Ichthyostega. Általában a kétéltűek Labyrinthodontia alosztályának önálló rendjét alkotják (Ichthyostegalia). Legkorábbi leletei Ausztrália középső devonjából kerültek elő. Az Ichthyostega életének legnagyobb részét a vízben töltötte, így bizonyára hasznát vette működőképes oldalvonal-szervének. Halszerű bélyegei ezen felül is nagy számúak. Megmaradt a kopoltyúfedele, farka alul-felül úszósugarakkal ellátott, fogai csontos pikkelyeknek tűnnek inkább, melyek mélyen beágyazódtak az állkapocsba. (Ezekről kapta nevét is: Ichthyostega = „hal-lemez”.) Kétéltűekhez közelálló viszont a mozgatható nyaka, erőteljes váll- és medenceöve, kétágú bordái. A felső devonban már az egész Földön elterjedhetett, de Ausztrálián kívül csak a világ túlsó sarkáról, Grönlandról ismert (ez egyben a bizonyság is a nagy elterjedési területre).
A kutatók hosszú ideig meg voltak győződve arról, hogy megtalálták, s leírták a kétéltűek és halak közti összekötő láncszemet, minden Tetrapoda közvetlen ősét az Ichthyostega személyében. A kérdőjelek azonban egyre szaporodtak e megállapítás mellett. A Crassigyrinus és az Edops leírása némileg megváltoztatta ezt a képet. Feltűnő, hogy az Ichthyostega a legfejlettebb közöttük, holott időben a legkorábbi. Az Ichthyostegán több olyan morfológiai jelleg jelentkezik, amely erős specializáltságot mutat. Így koponyája egyetlen darabból áll, ujjainak száma pedig már ekkor redukálódott, 3-5 között változik. Mivel mind a koponyavarratok, mind az ötujjúság minden későbbi Tetrapodára jellemző, az ezt túlhaladó Ichthyostega nem lehetett a keresett ős – legalábbis nem közvetlenül. Az egyszer már teljesen összeforrt koponyacsont az utódoknál nem lehet újra varratos, háromujjú állatnak nem lesznek ötujjú utódai, legfeljebb néhány atavisztikus egyednél. Az Ichthyostega minden bizonnyal egy korai, és sikertelen kísérlet volt a szárazföld meghódítására a gerincesek részéről – már ha egyáltalán szárazföldinek tekinthető! –, evolúciós zsákutca. Még az is elképzelhető, hogy a kétéltűek fejlődési vonalától teljesen független. Az Ichthyostega talán áldozatul esett a felső devon nagy fajpusztulási hullámának, utat engedve a fejletlenebb, specializálatlanabb, ezért fejlődőképesebb rokonságnak. A Tetrapodák valódi ősei sokkal inkább a Crassigyrinus rokonságában keresendők.
A Crassigyrinus az alsó karbonból származik, mintegy 360 millió évvel ezelőttről. Rövid, lapított, felül úszósugarakat viselő farka igen közel áll a halakéhoz, csakúgy mint gyenge lábai. Fejlett oldalvonal-szervei és kopoltyúfedele egész életében megmaradt, szemöldökeresznek nyoma sincs, nyakát nem tudta mozgatni. Végtagjai viszont minden esetben ötujjúak, ami a Tetrapoda-ős legközelebbi rokonságának első számú jelöltjévé avatja. Fejletlensége még nem redukció következménye, hanem valódi, fejlődési lehetőségekkel teli primitívség. Tulajdonképpen alig-alig lehet a halaktól elkülöníteni, és kétéltű-szerű bélyeget találni rajta.
Az Edops kissé erősebb végtagjaival már közelíti az addigra régen kihalt Ichthyostega fejlettségi szintjét, de a test maga még mindig nagyon halszerű. A farok csak kissé nyúlik hátra, a nyak fejletlen. A koponya legömbölyített, koponyacsontjai épphogy ízesültek, csakúgy, mint a több darabból álló alsó állkapocs. Szemöldökív még mindig nincsen. Az Edops és a Crassigyrinus is abba a rokonsági körbe tartoznak, ahová a hagyományos rendszerezés szerint az Ichthyostega – azaz a Sclerocephalidae családba. Ez a család a karbonban rendkívül változatos, jellegzetességük a háromszögletű fej, mely a nyaknál kicsúcsosodik.
Már néhány karbon-kori alaknál határozottan felfelé néző szemek alakultak ki, minden bizonnyal köztük keresendő a Discosauriscidae család őse is, mely utóbbiak a kifejezetten kerek és lapos, korong alakú fejükről kapták rendszertani nevüket is. A karbon virágkor után (amikor például a Branchiosaurus, Cochleosaurus, Dawsonia, Dolichosoma, Gaudria, Hyloplesion, Keraterpeton, Limnerpeton, Microbrachis, Nyrania, Sceleya, Stegocephalus, Urocordyles nemzetségek éltek) hanyatlás következett be, de még a felső triászban, az első dinoszauruszok kortársaként is léteztek nagy termetű korongfejűek, mint például a Capitosaurus. Az alsó triászból származó Mastodonsaurus nemzetség szintén csak a felső triászban halt ki, a Mastodonsaurus gigantaeusnak csak a fejhossza mintegy 120 centimétert tett ki. Ausztráliából krétakorú „kerekfejűek” is előkerültek. A csoportban már a legkorábbi időkben is elterjedt a szélsőséges neoténia, sok fajuk kopoltyús lárvaként élte a teljes életét.
A hüllők (Reptilia) osztálya a karbontól ismert, virágkoruk azonban egyértelműen a mezozoikum közepe-második fele. Rendszerezésük többnyire a koponya szerkezete alapján történik. A koponya varratvonalainak megjelenése fontos lépcsőfok: a kétéltűek „mozaikos” koponyája átalakult fixen ízesült, szilárd burokká. Megindult az állkapocscsontok összeforrása is, ami számbeli redukciót is jelent. A hüllők egészen frissen kialakult különlegessége az a két módosult nyakcsigolya, mely lehetővé tette, hogy a fejet a törzstől függetlenül mozgassák, tehát kialakult a mozgékony nyak. Ehhez kapcsolódik a nyakszirti bütyök megjelenése a koponyán, melyhez a nyakmozgató izmok tapadnak. A hüllők fogazata változatos, sokszor differenciált, vagyis egy egyed állkapcsában is többféle fogat találhatunk.

## Földtörténeti középkor (Mezozoikum)

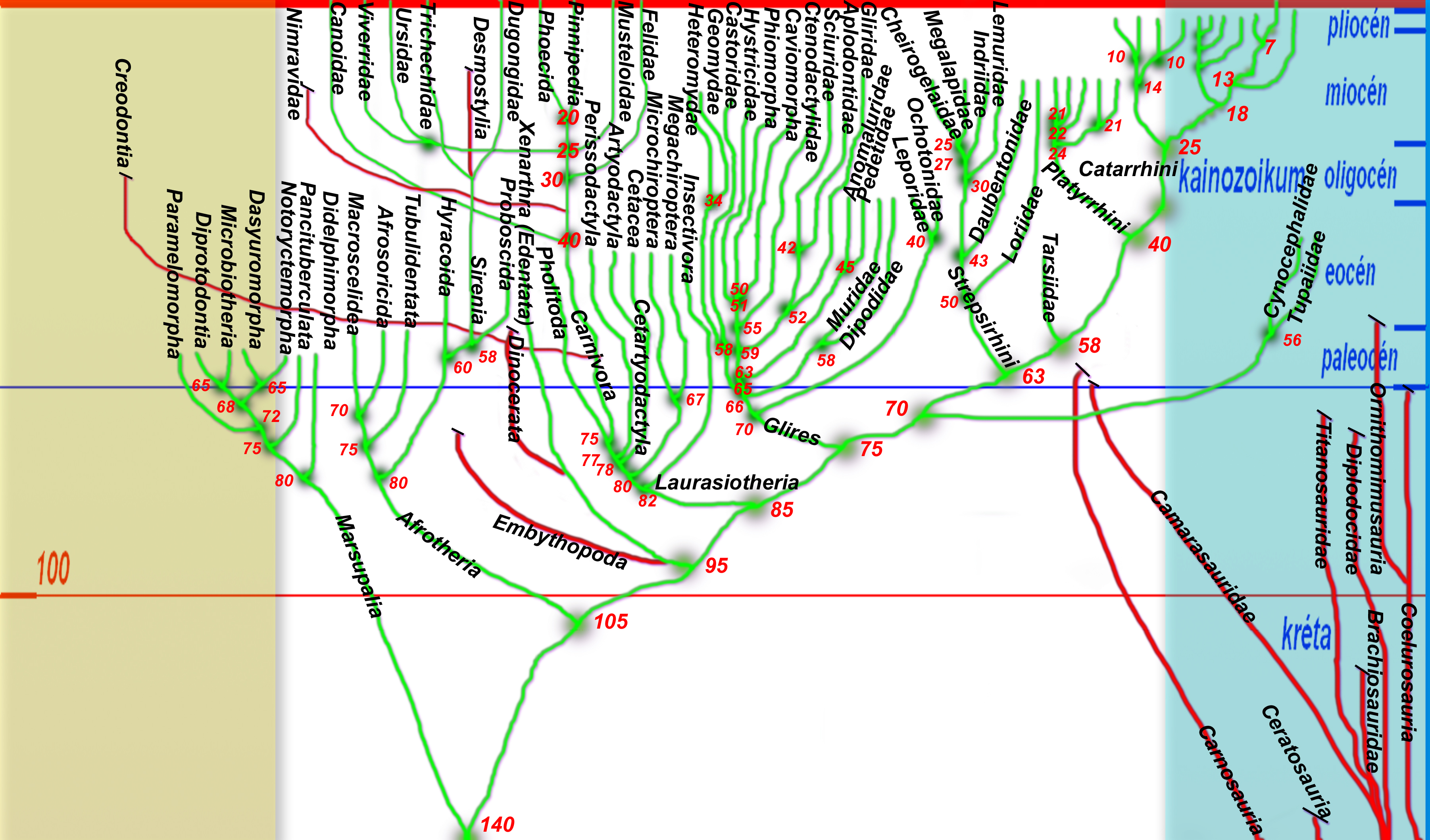
Az emlősök törzsfája DNS-adatok alapján

A karbonban még olyannyira elterjedt lápok és mocsarak, lagunáris környezetek már a permben fokozatosan eltűntek. Az életközösségek hüllői változatos módokon reagáltak élőhelyük csökkenésére. Jellegzetes, úgynevezett Lystrosaurus-fauna alakult ki, mivel a nagy testű hüllőket gyakorlatilag kizárólag a Lystrosaurus nemzetség képviselte. Egyes túlspecializált csoportok eltűntek a permmel együtt. Egy részük nyíltabb vizekhez alkalmazkodott (Placodonták és Nothosauriák), más részük kikényszerült a szárazföldre. Ezek közt volt egy nagyon fontos csoport, a Proterosuchia.
A proterosuchusok erősen páncélozott testű, félig kiemelt tartású állatok, erőteljes farokkal. Igen hasonlítottak a valódi krokodilokhoz. Kiemelt testhelyzetük és erős farkuk a későbbi nagyarányú térhódítás záloga. Ezen proterosuchusok egyenes leszármazottja ugyanis a Thecodontia rend, ez a kizárólag húsevő lényeket magába foglaló csoport, melyben már néhány biped (két járólábú) is található, valamint az Aetosauria és Phytosauria rendek, mely növényevő, páncélozott négylábúak csoportja. Ezen formák a középső triászra majdnem minden élőhelyről kiszorították az emlősszerű hüllőket (Synapsida).
A földtörténet középkorát a dinoszauruszok koraként ismerjük. E csoportot eredetileg egy közös őstől származónak vélték, a tudomány mai állása szerint azonban a hüllőmedencéjű dinoszauruszok és a madármedencéjűek nem kapcsolódnak közvetlenül közös őssel egymáshoz, hanem a Diapsida csoport két önálló fejlődési útjáról van szó.
Ekkor jelentek meg az emlősök is, amely csoport a kréta végéig alárendelt evolúciós szerepet játszott, sőt bizonyos értelemben utána is, mert a kihalt nagy hüllők helyét elsődlegesen az óriásmadarak vették át (például a phorusrhacidák).

## Földtörténeti újkor (Kainozoikum)

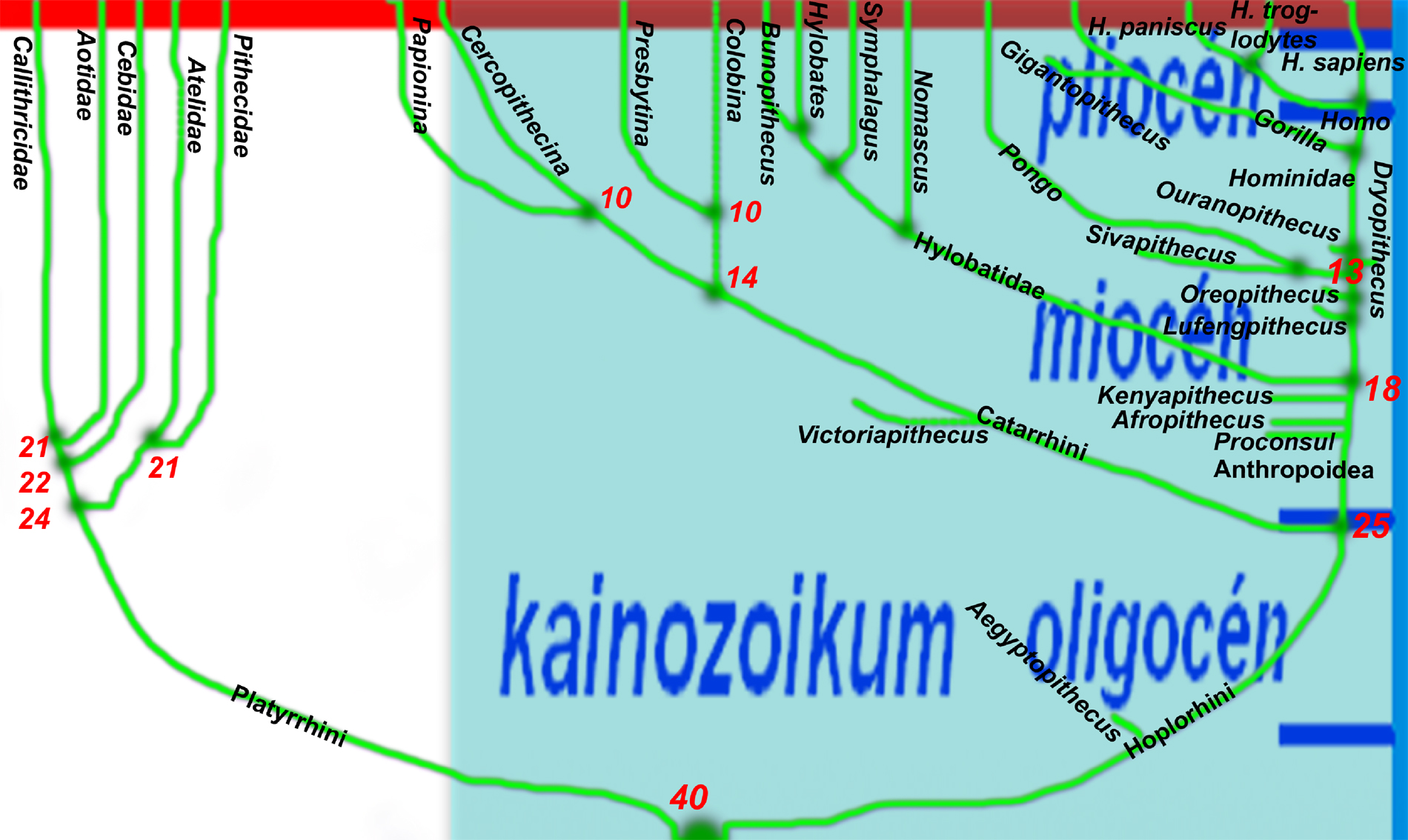
A Hominiformes rokonsága DNS-adatok alapján

## Lásd még
- Zoológia
- Etológia (a biológia az állatok viselkedésével foglalkozó ága)

## Külső hivatkozások
- https://archive.today/20160426231847/http://www.arkive.org/
- https://web.archive.org/web/20090628182520/http://www.bbc.co.uk/nature/animals/
- http://www.amnh.org/
- BiologyBrowser
- CABI Archiválva 2007. február 16-i dátummal a Wayback Machine-ben
- Cambridge Scientific Abstracts
- BIOSIS
- Applied Ecology and Environmental Research

### Ajánlott magyar nyelvű könyvek
- Dudich, E., Loksa, I. (1987): Állatrendszertan – Tankönyvkiadó, Budapest
- Papp, L. (1997): Zootaxonómia (egységes jegyzet). MTM – Dabas-Jegyzet pp. 382
- Deckert, K. et al (1974): Uránia Állatvilág: halak, kétéltűek, hüllők – Gondolat Kiadó, Budapest
- Géczy, B. (1989): Őslénytan – Tankönyvkiadó, Budapest
- Dawkins, R. Az önző gén (1976, magyar kiadás: 1986, ISBN 9632816455; második bővített magyar kiadás: 2005, ISBN 9630946106)
- Dawkins, R. A hódító gén (1989, ISBN 9632822358)
- Dawkins, R. A vak órásmester, Budapest : Akadémiai Kiadó, 1994, ISBN 9630567067
- Dawkins, R. Folyam az Édenkertből (1995, ISBN 9637826653, ISBN 9637826890)
- Dawkins, R. A Valószínűtlenség Hegyének meghódítása, Műszaki Könyvkiadó, 2001, ISBN 9631627268
- Dawkins, R. Szivárványbontás, Budapest : Vince Kiadó, 2001, ISBN 9639323314
- Dawkins, R. Az ős meséje – Zarándoklat az élet hajnalához, Partvonal Könyvkiadó, 2006, ISBN 9789639644083
- SAGAN Carl: Elfeledett ősök árnyai
- HUNYADI László: Földtan III.
- ANTAL Sándor: Földtan IV.
- FALUDY Béla: Származástan
- TASNÁDI KUBACSKA András: Az élővilág fejlődéstörténete
- A FÖLD KRÓNIKÁJA
- GOULD Stephen J.: Az élet történetéről
- WHITFIELD Philip: Evolúció
- PÁLFY József: Kihaltak és túlélők Tudomány-Egyetem